# Melike Mama Hatun
Melike Mama Hatun, död efter 1200, var regerande drottning av saltukidernas rike i östra Anatolien mellan 1191 och 1200. 
Melike Mama Hatun var dotter till Saltuk II och syster till Nasiruddin Muhammed. Hon hade även tre systrar, som alla gifte sig och fick barn. Hon gifte sig vid någon tidpunkt, eftersom hon hade en son, men inte mycket information finns bevarad om hennes liv. 
Hennes bror avled år 1191, och hon efterträdde honom då som härskare över det turkiska riket i östra Anatolien, med huvudstad i Erzerum. Kvinnliga regenter var nästan okänt i den muslimska världen. Det faktum att det var möjligt för henne tyder på att kvinnornas ställning i den förislamska turkiska kulturen fortfarande var stark nog att låta henne tillträda tronen, trots att turkarna vid det här laget blivit muslimsk. 
Hennes regeringstid är främst känd för de många byggnadsverk hon uppförde. Hon tvingades uppenbarligen hantera en maktstrid med sina systrars barn. År 1200 sände hon ett meddelande till Ayyubidernas Egypten och bad om att få en mamluksoldat att gifta sig med för att få stöd att kunna försvara sitt maktinnehav. Detta ledde till att hon avsattes av bejerna och ersattes av sin son Malik-Shah.